# Gare de Tengachaya
La gare de Tengachaya (天下茶屋駅, Tengachaya-eki) est une gare ferroviaire de la ville d'Osaka au Japon. Elle est située dans l'arrondissement de Nishinari. La gare est gérée par la compagnie Nankai et le métro d'Osaka.

## Situation ferroviaire
La gare de Tengachaya est située au PK 3,0 de la ligne principale Nankai. Elle marque la fin de la ligne de métro Sakaisuji.

## Histoire
La gare est inaugurée le 29 décembre 1885. Le métro y arrive le 4 mars 1993.

## Services aux voyageurs

### Accès et accueil
La gare dispose d'un bâtiment voyageurs, avec guichet, ouvert tous les jours.

### Desserte

#### Nankai
- Ligne Kōya :
  - voie 1 : direction Nakamozu (interconnexion avec la ligne Semboku pour Izumi-Chūō), Hashimoto et Gokurakubashi
  - voie 2 : direction Namba
- Ligne principale Nankai :
  - voie 3 : direction Sakai, Wakayamashi et Aéroport du Kansai
  - voie 4 : direction Namba

#### Métro d'Osaka
- Ligne Sakaisuji :

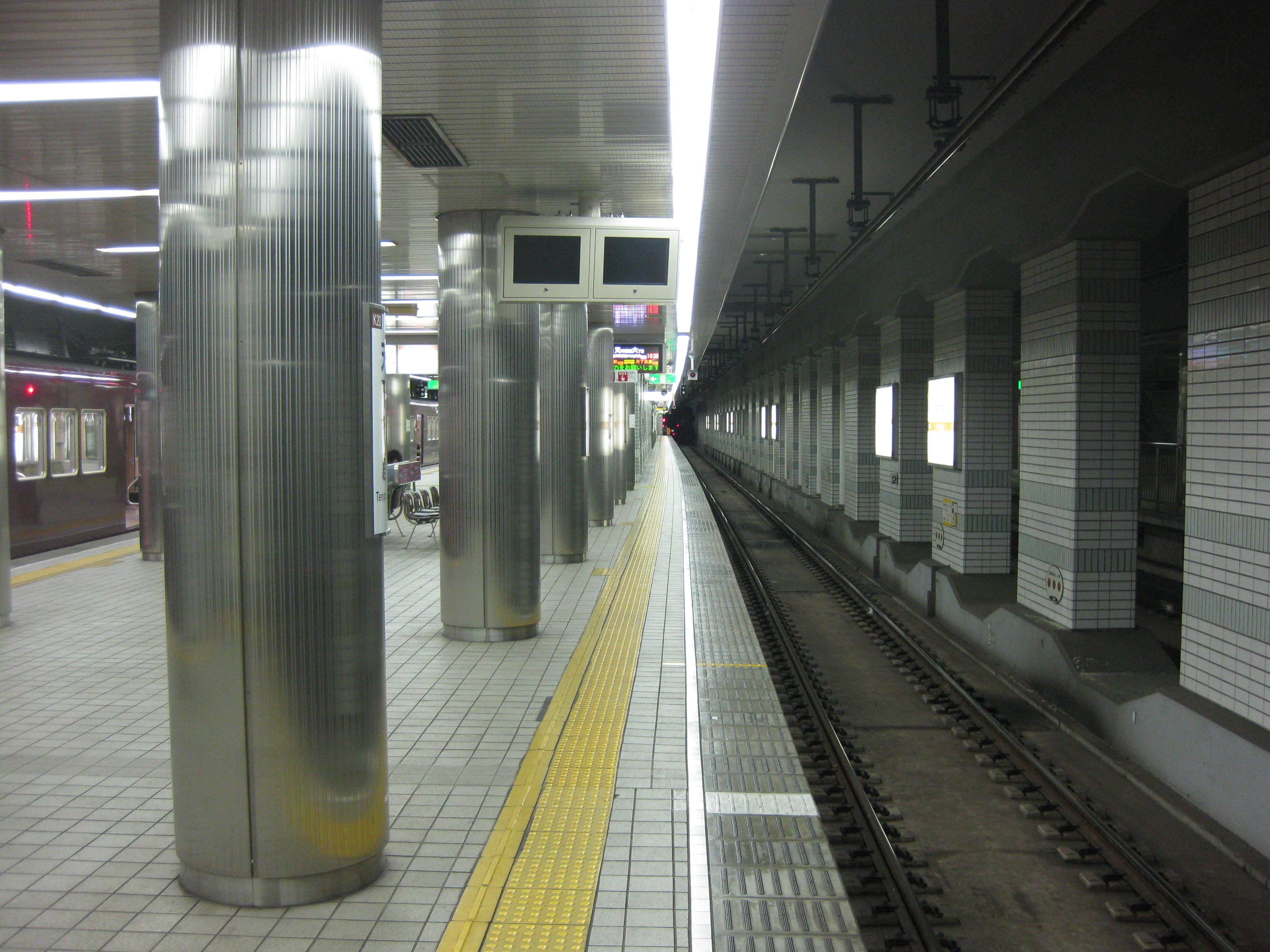
Quais de la station de métro

  - voie 1 à 3 : direction Tenjinbashisuji 6-chome (interconnexion avec la ligne Hankyu Kyoto pour Kyoto-Kawaramachi ou la ligne Hankyu Senri pour Kita-senri)

## Dans les environs
- Sanctuaire de Tenjinnomoritenmangū (天神ノ森天満宮?)
- Temple Shōen-ji